# Corbridge Lanx

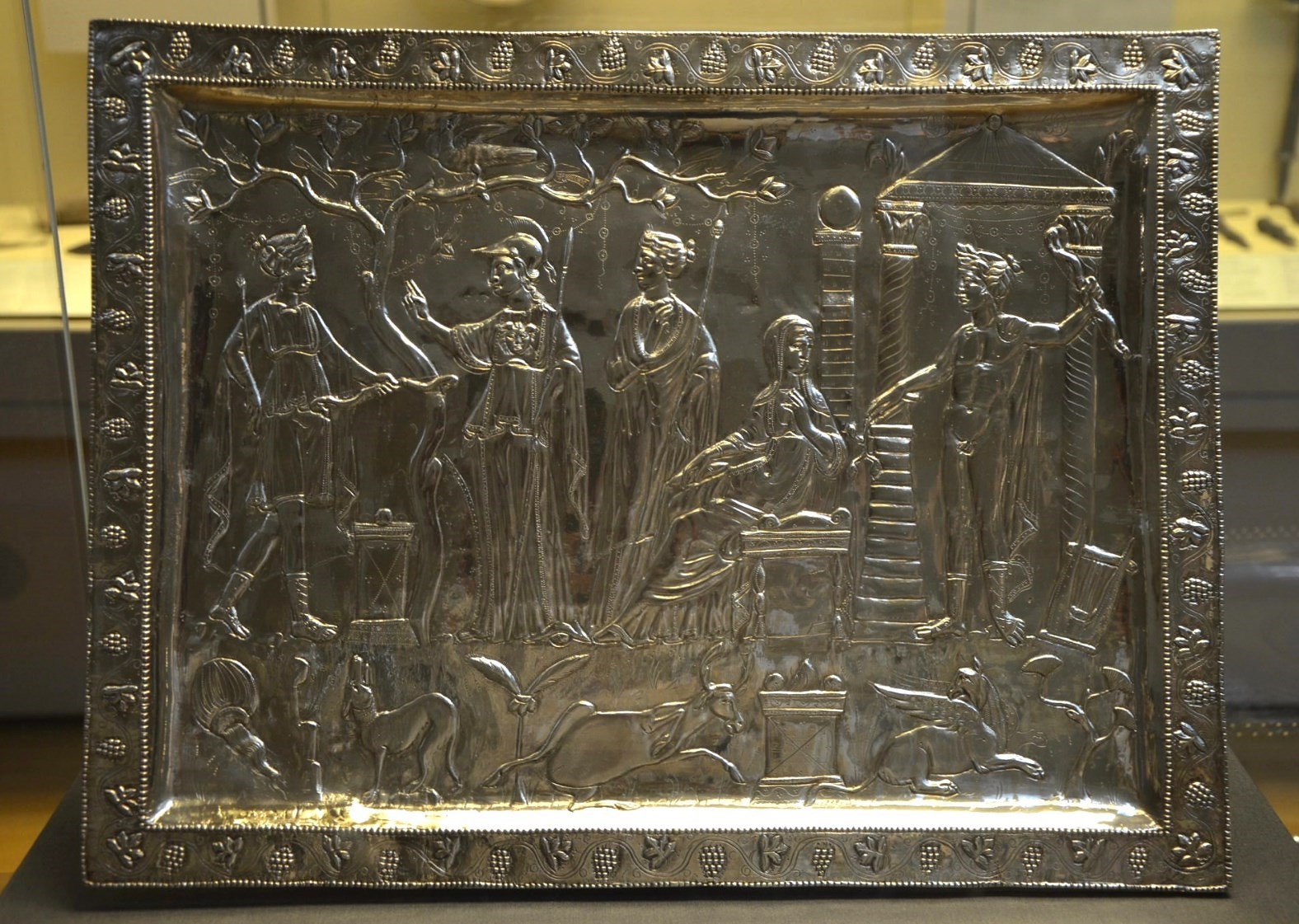
Die Corbridge Lanx im British Museum

Die Corbridge Lanx ist eine große rechteckige verzierte Platte aus Silber. Das Stück ist ca. 48 cm lang, 38 cm breit und wiegt 4,6 kg. Es datiert ins 4. Jahrhundert n. Chr. In römischer Zeit wurden derartige repräsentative Platten als Lanx bezeichnet, sie konnten beispielsweise als Auftragegeschirr bei Tisch verwendet werden.
Das Stück wurde im Jahr 1735 von einem Mädchen am River Tyne in der Nähe von Corbridge, dem antiken Coriosopitum, in Northumberland entdeckt. Im 18. Jahrhundert sind in der Nähe mehrfach Silberobjekte gefunden worden, daher gehörte die Lanx wahrscheinlich zu einem größeren Hortfund. Die anderen Stücke sind allerdings verloren, näheres ist darüber nicht bekannt. Die Corbridge Lanx blieb bis ins späte 20. Jahrhundert in Privatbesitz und gelangte 1993 ins British Museum.
Der Rand der Lanx trägt beidseitig einen Perlrand und ist mit einem Rapport von Weinblättern und -ranken verziert. Im Mittelfeld links steht Artemis, die Göttin der Jagd, erkennbar an ihrem Bogen, vor ihren Beinen steht ein Altar. Getrennt durch einen Baum befindet sich neben ihr die Göttin Athene. Die beiden weiblichen mythologischen Personen in der Mitte sind nicht eindeutig identifiziert. Rechts in einer Tempelarchitektur steht der Gott Apollon.
Unterhalb der Gottheiten befinden sich Pflanzen, Tiere (Jagdhund und gefallener Hirsch als Beute), ein Greif, ein weiterer Altar und ein umgestürzter Wasserkrug.